# Головмох Вейгеля
Головмох Вейгеля (Bryum weigelii) — вид мохів порядку головмохальних (Bryales).

## Поширення
Батьківщиною є Європа, Північна Америка, Азія.
Населяє вологий ґрунт, заболочені місця, уздовж струмків; від низьких до високих (0–3500 метрів).

## Характеристика
Рослини в нещільних дернинах, зелені чи рідше рожево-червоні. Стебла 2–4(6) см. Листки зелені, жовто-зелені чи рідко червоні або рожеві, віддалені, від сильно скручених до зморщених при висиханні, яйцювато-ланцетні, плоскі, 1–3 мм, не сильно розширені до верхівки стебла; основа зазвичай зелена; краї вигнуті проксимально й плоскі дистально; верхівка гостра. Спеціалізоване нестатеве розмноження відсутнє. Вид дводомний. Коробочкові ніжки червоно-коричневі, 2–4 см, тонкі, прямі чи злегка вигнуті. Коробочка коричнева, 3–4 мм, гирло жовте. Спори (12)14–18 мкм, жовті або зелені.